# 5201 Ferraz-Mello
5201 Ferraz-Mello este un asteroid din centura principală de asteroizi.

## Descriere
5201 Ferraz-Mello este un asteroid din centura principală de asteroizi. A fost descoperit pe 1 decembrie 1983 la Stația Anderson Mesa de Edward L. G. Bowell. Asteroidul prezintă o orbită caracterizată de o semiaxă mare de 3,37 ua, o excentricitate de 0,46 și o înclinație de 3,3° în raport cu ecliptica.